# Limay (rijeka)
Limay   je važna rijeka na sjeverozapadu Argentine, regija Comahue unutar Patagonije. Izvire na istočnom kraju jezera Nahuel Huapi i teče u krivudavoj putanji oko 380 km, prikupljajući vode nekoliko pritoka, kao što su Traful, Pichileufú i Collon Cura. Zatim susreće rijeku Neuquen i zajedno postaju Río Negro. Na tom se ušću nalazi grad Neuquén.
Rijeka je prirodna granica između pokrajina Río Negro i Neuquen. Njene duboke vode su prozirne i imaju prosječan protok od 700 m³/s. Njeno porječje ima površinu od 61.723 km² i obuhvaća gotovo sve rijeke i potoke Atlantskog bazena u regiji, kao i veliku mrežu jezera.
Vode Limaya se koriste za hidrolektrane na pet brana: Alicurá, Piedra del Águila, pichi Picún Leufú, El Chocón i Arroyito, zajedno s kompleksom Cerros Colorados na rijeci Neuquén te proizvode više od jedne četvrtine ukupne hidroenergije u zemlji. Izgradnja uzastopnih brana i akumulacija je smanjila duljinu rijeke s prvotnih oko 450 km. Pored rijeke, u mjestu Arroyito, izgrađeno je godine 1980. jedino postrojenje za tešku vodu u Južnoj Americi.
Rijeka se također koristi za ribolov, a u nekim točkama njene su obale prikladna ljetna odmarališta s objektima za kampiranje. U blizini je 2011. godine erumpirao vulkan Puyehue koji je rijeku prekrio vulkanskim pepelom.

## Vanjske poveznice
|  | Zajednički poslužitelj ima još gradiva o temi Limay (rijeka) |